# Блефарит
Блефари́т (лат. blepharitis от др.-греч. βλέφαρον — «веко») — большая группа разнообразных заболеваний глаз, сопровождающихся хроническим воспалением краев век и трудно поддающихся лечению. Основным возбудителем является золотистый стафилококк (Staphylococcus aureus), у детей патогеном может выступать также Staphylococcus epidermidis.

## Виды
По характерным признакам и условиям возникновения различают:
- Чешуйчатый (B. squamosa), или простой (B. simplex), — блефарит, характеризующийся гиперемией и утолщением края век с образованием чешуек слущенного эпителия сальных желез и эпидермиса, плотно прикреплённых к коже у основания ресниц.
- Язвенный (B. ulcerosa) — блефарит, характеризующийся гнойным воспалением волосяных мешочков ресниц и образованием язв по краю век.
- Мейбомиевый (B. meibomiana, от лат. glandulae Meibomi — мейбомиевы железы) — блефарит, обусловленный гиперсекрецией желез хряща века с недостаточностью выведения секрета.[5]
- Розацеа (B. rosacea, от лат. rosaceus — розовый) — блефарит, характеризующийся появлением на коже век мелких серовато-красных узелков, увенчанных пустулами, часто сочетается с розовыми угрями.[6]

По анатомическим признакам различают:
- Передний краевой — блефарит, при котором поражается только ресничный край века.
- Задний краевой — блефарит, при котором поражение краев век сопровождается воспалением мейбомиевых желез в толще век, что может постепенно приводить к поражению конъюнктивы и роговицы.[3]
- Ангулярный (B. angularis) — блефарит с преобладанием воспалительных явлений в области углов глаз.[5]

## Причины
Причиной возникновения блефарита являются хронические инфекционные (демодекоз) и аллергические заболевания, вирусная инфекция, недостаток витаминов, анемия, болезни пищеварительного тракта, зубов, носоглотки, некорригированная патология зрения, сухой кератоконъюнктивит. Способствуют заболеванию также постоянное раздражение глаз ветром, пылью, дымом, мылом.
Заболевание, как правило, возникает при стойком снижении иммунитета.

## Лечение
Препараты выбора:
- Окомистин ( возможно применение с рождения), глазные капли 0,01 % 1-2 капли 4-6 раз в сутки.
- Эритромицин, глазная мазь 0,5 % 3—4 раза в сутки.
- Гентамицин, глазные капли 0,3 % 3—6 раз в сутки.[3]
- Колбиоцин, глазная мазь, 3-4 раза в сутки[7]
- Хлорамфеникол, глазной линимент 1 % 3—5 раз в сутки.[8]

Альтернативные препараты:
- Ципрофлоксацин, глазные капли 0,3 % 2—5 раз в сутки.
- Офлоксацин, глазные капли 0,3 % 3—6 раз в сутки.
- «Макситрол», глазная мазь (неомицин 3,5 мг/г + полимиксин В 6 тыс. ЕД/г + дексаметазон 1 мг/г) 2 раза в сутки.[3]
- Альбуцид
- Амоксициллин+клавулановая кислота, ампициллин+сульбактам, оксациллин — для системного применения.[8]
- желто-ртутная мазь (делалась в аптеках и "снята с производства")
- Обыкновенная зеленка (при чешуйчатом блефарите), наносить на ночь (осторожно) на верхние и нижние веки у корней ресниц 1—2 недели.
- Касторовое масло (наносить на веки 2 раза в день курс 4 недели) [9].

Длительность терапии: в течение 1 месяца после исчезновения симптомов воспаления. При абсцедировании антибиотики применяют системно.